# Bezirksamt Teuschnitz
| Basisdaten         | Basisdaten          |
| ------------------ | ------------------- |
| Regierungsbezirk   | Oberfranken         |
| Verwaltungssitz    | Teuschnitz          |
| Fläche             | 310,7 km²           |
| Einwohner          | 22.077 (1925)       |
| Bevölkerungsdichte | 72 Einw./km² (1925) |

Das Bezirksamt Teuschnitz war bis 1931 ein Verwaltungsbezirk im bayerischen Regierungsbezirk Oberfranken. Die bayerischen Bezirksämter waren hinsichtlich ihrer Funktion und Größe vergleichbar mit einem Landkreis.

## Geschichte

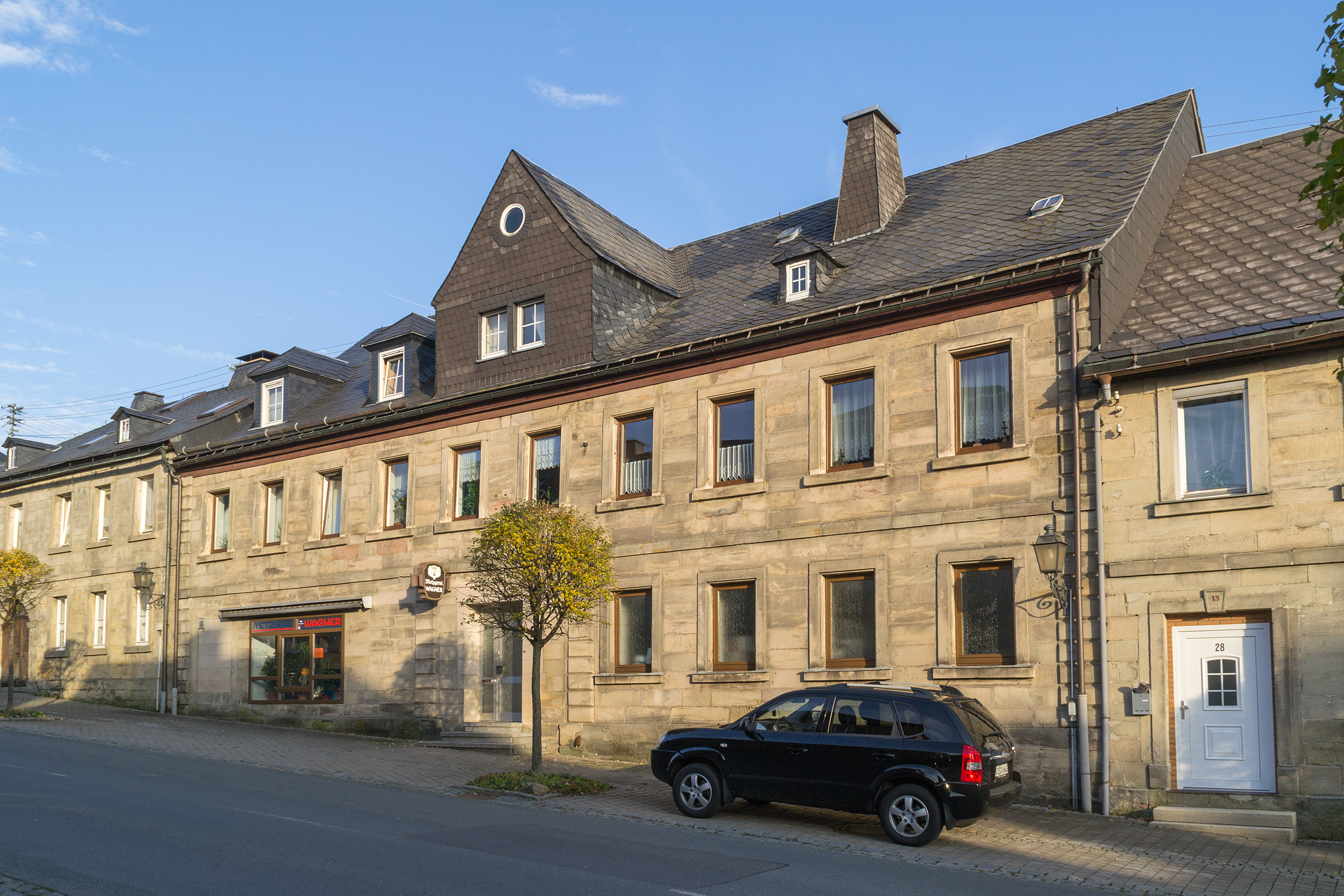
Ehemaliges Bezirksamtsgebäude, Hauptstraße 30 in Teuschnitz

Das Bezirksamt Teuschnitz wurde erstmals zur Zeit des Königreichs Bayern im Rahmen der Verwaltungsreform von 1862 zum 1. Juli 1862 gebildet. Es entstand aus den Gemeinden der Landgerichte älterer Ordnung Ludwigsstadt und Nordhalben und hatte seinen Sitz in Teuschnitz. Bei seiner Gründung umfasste es 37 Gemeinden; der im heutigen Landkreis Saalfeld-Rudolstadt in Thüringen gelegene Ort Kaulsdorf, der seit 1810 als Exklave zu Bayern gehörte, fiel mit Ende des Deutschen Krieges von 1866 jedoch zurück an Preußen.
Zum 1. Januar 1880 wurde das Bezirksamt aufgelöst und in das Bezirksamt Kronach eingegliedert. Dies geschah gegen den Widerstand der Stadt Teuschnitz, die auf ihre zentrale Lage innerhalb des Amtsbezirkes und die gute verkehrstechnische Anbindung der umliegenden Ortschaften verwies und wirtschaftliche Einbußen befürchtete. Die Regierung in München argumentierte hingegen, dass sämtliche wirtschaftlichen Bedürfnisse im Bezirksamt Teuschnitz ohnehin auf Kronach ausgerichtet seien und durch die im Bau befindliche Frankenwaldbahn die erforderliche Infrastruktur zur Verfügung stehen werde. Da sich dies in der Praxis nicht bestätigte und die ungünstigen Verkehrsverhältnisse im vergrößerten Bezirksamt Kronach die Verwaltung sehr erschwerten, wurde das Bezirksamt Teuschnitz im Jahr 1888 erneut eingerichtet.
Bereits in den 1920er Jahren gab es wiederum Bestrebungen zur Reform der Bezirksämter Teuschnitz und Kronach. So wurde diskutiert, das Amt Teuschnitz zu stärken, indem ihm die zum Bezirksamt Kronach gehörenden Gemeinden Eila, Gifting, Grössau und Posseck zugewiesen würden; die betroffenen Kommunen sprachen sich jedoch dagegen aus.
Von Seiten des Innenministeriums wurde Ende November 1928 ein Vorschlag unterbreitet, der möglicherweise auf eine Initiative des Bezirkstags Teuschnitz zurückgeht, der dem bayerischen Innenminister eine entsprechende Denkschrift überreicht hatte. So sollte der Sitz des Bezirksamtes Teuschnitz nach Rothenkirchen verlegt werden, da das dortige Finanzamtsgebäude durch die Zusammenlegung der Finanzämter Rothenkirchen und Kronach zur Verfügung stünde. Wegen der besseren verkehrstechnischen Erreichbarkeit sollten gleichzeitig die Gemeinden Heinersberg, Langenbach und Steinbach bei Geroldsgrün dem Bezirksamt Naila zugeteilt werden und die Gemeinden Dürrenwaid, Lahm, Nordhalben und Nurn dem Bezirksamt Kronach. Im Gegenzug sollten die Gemeinden Burggrub, Eila, Gifting, Glosberg, Grössau, Haig, Neukenroth, Posseck, Reitsch, Stockheim und Wolfersdorf dem neu zu schaffenden Bezirksamt Rothenkirchen zugewiesen werden. Die Bezirksamtsmänner der Ämter Kronach und Teuschnitz wurden gebeten, zu diesen Plänen Stellung zu nehmen.
Der Kronacher Bezirksamtsmann begrüßte den Vorschlag weitgehend, sprach sich jedoch mit Ausnahme von Eila, Grössau und Posseck dagegen aus, die dem Bezirksamt Kronach zugehörigen Gemeinden einem neuen Bezirksamt Rothenkirchen zuzuweisen, da diese ausschließlich auf Kronach hin orientiert seien.
Der Teuschnitzer Bezirksamtsmann, Lorenz Teufel, sprach sich hingegen eher für die Zusammenlegung der Bezirke Teuschnitz und Kronach aus. Er argumentierte, dass die Bevölkerung des Amtes Teuschnitz ohnehin aus wirtschaftlichen Gründen oder zur Erledigung anderer Amtsangelegenheiten nach Kronach reisen würde, sodass eine Verlegung des Amtssitzes nach Rothenkirchen keine grundlegende Verbesserung darstelle. In weiteren Schreiben an die Staatsregierung erklärte er, dass der Bezirkstag einer Vereinigung der beiden Bezirksämter vor allem deshalb skeptisch gegenüber stünde, weil die Mitglieder eine Vernachlässigung der Interessen der ehemaligen Teuschnitzer Gemeinden im neuen Bezirksamt fürchteten. Die Gemeinden selbst stünden einer Zusammenlegung der beiden Ämter eher gleichgültig bis positiv gegenüber. Die vor allem aus Arbeitern und Landwirten bestehende Bevölkerung im wirtschaftlich schwachen Bezirksamt Teuschnitz fühle sich jedoch ganz allgemein von Seiten der Staatsregierung und der bayerischen Behörden im Vergleich zu anderen Bezirken stiefmütterlich behandelt.
Am 25. April 1931 teilte das Innenministerium der Regierung von Oberfranken mit, dass das Bezirksamt Teuschnitz aufgehoben werden und dessen Gemeinden den Bezirksämtern Naila und Kronach zugeteilt werden sollten. Der Bezirkstag Kronach stimmte diesen Plänen am 7. Mai 1931 zu, wies dabei jedoch auf die hohe Arbeitslosigkeit in den Bezirken Teuschnitz und Kronach hin und forderte von der Staatsregierung entsprechende Fördermaßnahmen, vor allem hinsichtlich des Straßenbaus.
Der Bezirkstag Teuschnitz erklärte sich am 8. Mai 1931 nicht mit der Zusammenlegung einverstanden und forderte erneut den Erhalt des Amtes Teuschnitz unter Verlegung des Amtssitzes nach Rothenkirchen. Gleichzeitig beschlossen die Mitglieder, Oberregierungsrat Teufel solle bei einer Zusammenlegung der beiden Bezirke Teuschnitz und Kronach neuer Bezirksamtsvorstand werden.
Am 19. Mai 1931 wurde das Bezirksamt Teuschnitz vom bayerischen Innenminister Karl Stützel per Telegramm über die endgültige Auflösung des Amtes am 1. Juni 1931 informiert. Die beiden Gemeinden Langenbach und Steinbach bei Geroldsgrün wurden dem Bezirksamt Naila zugewiesen, der Rest dem Bezirksamt Kronach. Pläne für die Einrichtung einer Bezirksamtsaußenstelle in Ludwigsstadt wurden im Hinblick auf die gute Verkehrsanbindung des Ortes abgelehnt. Neuer Bezirksamtsmann des vergrößerten Bezirksamts Kronach, das zu diesem Zeitpunkt lediglich von einem Verweser geführt wurde, wurde der bisherige Teuschnitzer Bezirksamtsmann Lorenz Teufel.

## Einwohnerentwicklung
| Jahr      | 1864   | 1900   | 1910   | 1925   |
| --------- | ------ | ------ | ------ | ------ |
| Einwohner | 16.654 | 18.063 | 20.120 | 22.077 |

Einwohnerzahl der Gemeinden mit mehr als 1.000 Einwohnern (Stand 1925):
| Gemeinde     | Einwohner |
| ------------ | --------- |
| Ludwigsstadt | 1636      |
| Nordhalben   | 2063      |
| Pressig      | 1320      |
| Tettau       | 1245      |
| Teuschnitz   | 1289      |

## Gemeinden
Dem Bezirksamt gehörten 36 Gemeinden an:
| - Birnbaum - Brauersdorf - Buchbach - Dürrenwaid - Ebersdorf - Effelter - Förtschendorf - Friedersdorf - Haßlach - Heinersberg - Hirschfeld - Kehlbach | - Kleintettau - Lahm - Langenau - Langenbach - Lauenhain - Lauenstein - Ludwigsstadt, Markt - Marienroth - Nordhalben - Nurn - Ottendorf - Pressig | - Rappoltengrün - Reichenbach - Rothenkirchen - Steinbach am Wald - Steinbach an der Haide - Steinbach bei Geroldsgrün - Tettau - Teuschnitz, Stadt - Tschirn - Welitsch - Wickendorf - Windheim |